# Uganda Revenue Authority Sports Club
L'Uganda Revenue Authority è una squadra di calcio africana dell'Uganda.
Fondata nel 1997, il club milita nella massima serie calcistica ugandese.

## Storia
La società, nel 13 ottobre 2018, è stata acquistata dal magnate del calcio ugandese Mario Tigna, dichiarando che vuole portare la società ai vertici del calcio ugandese

## Palmarès

### Competizioni nazionali
- Uganda Super League: 4

2006, 2007, 2009, 2011
- Coppa d'Uganda: 2

2005, 2012

### Altri piazzamenti
- Uganda Super League:

Secondo posto: 2012-2013
Terzo posto: 2009-2010, 2011-2012, 2013-2014, 2018-2019
- Coppa d'Uganda:

Finalista: 2000, 2008-2009, 2010-2011
- Coppa Kagame Inter-Club:

Finalista: 2007, 2008

## Rosa
| N. |                   | Ruolo | Calciatore        |
| -- | ----------------- | ----- | ----------------- |
|    | Uganda (bandiera) | P     | Yasin Mugabi      |
|    | Uganda (bandiera) | P     | Allan Owiny       |
|    | Uganda (bandiera) | P     | Brian Bwete       |
|    | Uganda (bandiera) | D     | Simoen Massa      |
|    | Uganda (bandiera) | D     | Phillip Ssempiira |
|    | Uganda (bandiera) | D     | Allan Munaaba     |
|    | Uganda (bandiera) | D     | Lawrence Segawa   |
|    | Uganda (bandiera) | D     | Musa Docca        |
|    | Uganda (bandiera) | D     | Derrick Walulya   |
|    | Uganda (bandiera) | D     | Samuel Ssenkoomi  |
|    | Uganda (bandiera) | D     | Sam Mubiru        |
|    | Uganda (bandiera) | C     | Oscar Agaba       |
|    | Uganda (bandiera) | C     | Asuman Alishe     |
|    | Uganda (bandiera) | C     | Osama Farouk      |

| N. |                   | Ruolo | Calciatore       |
| -- | ----------------- | ----- | ---------------- |
|    | Uganda (bandiera) | C     | Saidi Kyeyune    |
|    | Uganda (bandiera) | C     | Owen Kasule      |
|    | Uganda (bandiera) | C     | Augustine Nsumba |
|    | Uganda (bandiera) | C     | Sula Bagala      |
|    | Uganda (bandiera) | C     | Kipson Atuheire  |
|    | Uganda (bandiera) | C     | Yayo Lutimba     |
|    | Uganda (bandiera) | C     | Elkanah Nkugwa   |
|    | Uganda (bandiera) | C     | Ennos Kikonyogo  |
|    | Uganda (bandiera) | C     | Ali Feni         |
|    | Uganda (bandiera) | A     | Robert Ssentongo |
|    | Uganda (bandiera) | A     | Erisa Sekisambu  |
|    | Uganda (bandiera) | A     | Benson Ociti     |
|    | Uganda (bandiera) | A     | James Mukalazi   |
|    | Uganda (bandiera) | A     | Andrew Mukasa    |

## Stadio
Il club gioca le gare casalinghe al National Stadium (Uganda) che ha una capacità di 45.202 posti a sedere.